# Синозавр
Синозавр (лат. Sinosaurus) — род хищных тероподовых динозавров раннеюрской эпохи. Окаменелости найдены в отложениях формации Люфенг, Юньнань, Китай (201,3—190,8 млн лет). Описан в 1940 году. Типовой и, возможно, единственный вид — Sinosaurus triassicus.

## Dilophosaurus sinensis
Dilophosaurus sinensis описан в 1993 году по почти полному скелету из раннеюрских (геттанг — плинсбах) отложений формации Люфенг в Юньнане, Китай.
Первоначально считался вторым видом дилофозавра. Считалось, что от настоящего дилофозавра отличается более высоким черепом, парные гребни на верхней поверхности черепа смещены вперёд. Имеются отличия в строении премаксиллы, лопатки, зубного ряда. Длина достигала 5,5—6 метров. Вероятно, охотился на базальных завроподоморф, найденных в той же формации.
В 2013 году было установлено, что D. sinensis — это, вероятно, то же животное, что и Sinosaurus triassicus.